# Saatziger Kleinbahnen
|                                                           |      | Bahnstrecken nach Stettin, Schneidemühl, Küstrin und Kreuz |                                                         |
| Kopfbahnhof Streckenanfang (Strecke außer Betrieb)        | 0,0  | Stargard-Kleinbahnhof                                      | Stargard Szczeciński Wąsk.                              |
| Abzweig geradeaus und nach links (Strecke außer Betrieb)  |      | zur Staatsbahn                                             | zur Staatsbahn                                          |
| Haltepunkt / Haltestelle (Strecke außer Betrieb)          | 5,1  | Saarow                                                     | Żarowo                                                  |
| Brücke über Wasserlauf (Strecke außer Betrieb)            |      | Ihna (Ina)                                                 | Ihna (Ina)                                              |
| Haltepunkt / Haltestelle (Strecke außer Betrieb)          | 5,9  | Lübow                                                      | Lubowo                                                  |
| Haltepunkt / Haltestelle (Strecke außer Betrieb)          | 8,3  | Mulkenthin                                                 | Małkocin                                                |
| Haltepunkt / Haltestelle (Strecke außer Betrieb)          | 12,3 | Storkow                                                    | Storkówko                                               |
| Haltepunkt / Haltestelle (Strecke außer Betrieb)          | 14,4 | Lenz                                                       | Łęczyca                                                 |
| Bahnübergang (Strecke außer Betrieb)                      |      | Reichsstraße 163 (Droga wojewódzka 106)                    | Reichsstraße 163 (Droga wojewódzka 106)                 |
| Bahnhof (Strecke außer Betrieb)                           | 18,1 | Alt Damerow                                                | Stara Dąbrowa                                           |
| Abzweig geradeaus und nach rechts (Strecke außer Betrieb) |      | Bahnstrecke nach Trampke (Trąbki)                          | Bahnstrecke nach Trampke (Trąbki)                       |
| Strecke mit Straßenbrücke (Strecke außer Betrieb)         |      | Reichsautobahn Berlin–Königsberg (Droga wojewódzka 142)    | Reichsautobahn Berlin–Königsberg (Droga wojewódzka 142) |
| Haltepunkt / Haltestelle (Strecke außer Betrieb)          | 21,8 | Müggenhall                                                 | Białuń                                                  |
| Haltepunkt / Haltestelle (Strecke außer Betrieb)          | 23,8 | Sassenhagen                                                | Chlebówko                                               |
| Haltepunkt / Haltestelle (Strecke außer Betrieb)          | 27,2 | Sassenburg                                                 | Chlebowo                                                |
| Haltepunkt / Haltestelle (Strecke außer Betrieb)          | 32,1 | Kannenberg                                                 | Kania                                                   |
| Haltepunkt / Haltestelle (Strecke außer Betrieb)          | 37,4 | Breitenfelde                                               | Dobropole                                               |
| Haltepunkt / Haltestelle (Strecke außer Betrieb)          | 39,8 | Hospitalvorwerk                                            | Zapłocie                                                |
| Bahnhof (Strecke außer Betrieb)                           | 42,1 | Daber Süd                                                  | Dobra                                                   |
| Abzweig geradeaus und nach links (Strecke außer Betrieb)  |      | Naugarder Bahnen nach Naugard                              | Naugarder Bahnen nach Naugard                           |
| Strecke (außer Betrieb)                                   |      | Regenwalder Bahnen nach Regenwalde und Labes               | Regenwalder Bahnen nach Regenwalde und Labes            |

| Strecke (außer Betrieb)                                   |          | nach Stargard (Pom.)                                    | nach Stargard (Pom.)                                    |
| Bahnhof (Strecke außer Betrieb)                           | 0,0      | Alt Damerow                                             | Stara Dąbrowa                                           |
| Abzweig geradeaus und nach links (Strecke außer Betrieb)  |          | nach Daber                                              | nach Daber                                              |
| Haltepunkt / Haltestelle (Strecke außer Betrieb)          | 2,9      | Neu Damerow Dorf                                        | Nowa Dąbrowa Wieś                                       |
| Haltepunkt / Haltestelle (Strecke außer Betrieb)          | 3,8      | Neu Damerow                                             | Nowa Dąbrowa                                            |
| Strecke mit Straßenbrücke (Strecke außer Betrieb)         |          | Reichsautobahn Berlin–Königsberg (Droga wojewódzka 142) | Reichsautobahn Berlin–Königsberg (Droga wojewódzka 142) |
| Haltepunkt / Haltestelle (Strecke außer Betrieb)          | 4,8      | Uchtenhagen A                                           | Krzywnica                                               |
| Haltepunkt / Haltestelle (Strecke außer Betrieb)          | 5,8      | Uchtenhagen B                                           | Kępy                                                    |
| Brücke über Wasserlauf (Strecke außer Betrieb)            |          | Krampehl (Krąpiel)                                      | Krampehl (Krąpiel)                                      |
| Bahnübergang (Strecke außer Betrieb)                      |          | Reichsstraße 158 (Droga krajowa 20)                     | Reichsstraße 158 (Droga krajowa 20)                     |
| Kreuzung (Strecken außer Betrieb)                         |          | Stargard Szczeciński–Gdańsk                             | Stargard Szczeciński–Gdańsk                             |
| Bahnhof (Strecke außer Betrieb)                           | 10,1 0,0 | Trampke-Kleinbahnhof                                    | Trąbki Wąsk.                                            |
| Brücke über Wasserlauf (Strecke außer Betrieb)            |          | Nonnenbach (Krępa)                                      | Nonnenbach (Krępa)                                      |
| Haltepunkt / Haltestelle (Strecke außer Betrieb)          | 2,8      | Marienfließ                                             | Marianowo                                               |
| Haltepunkt / Haltestelle (Strecke außer Betrieb)          | 5,7      | Büche                                                   | Wiechowo                                                |
| Haltepunkt / Haltestelle (Strecke außer Betrieb)          | 10,0     | Mössin                                                  | Mosina                                                  |
| Haltepunkt / Haltestelle (Strecke außer Betrieb)          | 12,2     | Kempendorf                                              | Kępno                                                   |
| Bahnhof (Strecke außer Betrieb)                           | 14,4     | Kashagen (Keilbahnhof)                                  | Kozy                                                    |
| Abzweig geradeaus und nach rechts (Strecke außer Betrieb) |          | Bahnstrecke nach Jacobshagen–Klein Spiegel              | Bahnstrecke nach Jacobshagen–Klein Spiegel              |
| Haltepunkt / Haltestelle (Strecke außer Betrieb)          | 16,8     | Ball                                                    | Biała                                                   |
| Haltepunkt / Haltestelle (Strecke außer Betrieb)          | 20,1     | Klein Lienichen                                         | Linówko                                                 |
| Bahnhof (Strecke außer Betrieb)                           | 26,3     | Nörenberg                                               | Ińsko                                                   |
| Bahnübergang (Strecke außer Betrieb)                      |          | Straße Wangerin–Reetz (Droga wojewódzka 151)            | Straße Wangerin–Reetz (Droga wojewódzka 151)            |
| Haltepunkt / Haltestelle (Strecke außer Betrieb)          | 32,7     | Grassee                                                 | Studnica                                                |
| Haltepunkt / Haltestelle (Strecke außer Betrieb)          | 34,5     | Quast                                                   | Chworstno                                               |
| Haltepunkt / Haltestelle (Strecke außer Betrieb)          | 37,4     | Zamzow                                                  | Ziemsko                                                 |
| Haltepunkt / Haltestelle (Strecke außer Betrieb)          | 42,0     | Golz                                                    | Woliczno                                                |
| Bahnübergang (Strecke außer Betrieb)                      |          | Reichsstraße 158 (Droga krajowa 20)                     | Reichsstraße 158 (Droga krajowa 20)                     |
| Kreuzung geradeaus oben (Strecke geradeaus außer Betrieb) |          | Bahnstrecke Ruhnow–Konitz                               | Bahnstrecke Ruhnow–Konitz                               |
| Haltepunkt / Haltestelle (Strecke außer Betrieb)          | 45,1     | Janikow                                                 | Jankowo                                                 |
| Kopfbahnhof Streckenende (Strecke außer Betrieb)          | 47,6     | Dramburg-Kleinbahnhof                                   | Drawsko Pomorskie Wąsk.                                 |

| Strecke (außer Betrieb)                                  |      | von Trampke                                  | von Trampke                                  |
| Bahnhof (Strecke außer Betrieb)                          | 0,0  | Kashagen                                     | Kozy                                         |
| Abzweig geradeaus und nach links (Strecke außer Betrieb) |      | nach Dramburg                                | nach Dramburg                                |
| Bahnhof (Strecke außer Betrieb)                          | 2,9  | Jacobshagen                                  | Dobrzany                                     |
| Brücke über Wasserlauf (Strecke außer Betrieb)           |      | Gestohlene Ihna (Pęzinka)                    | Gestohlene Ihna (Pęzinka)                    |
| Haltepunkt / Haltestelle (Strecke außer Betrieb)         | 5,2  | Ihnathal                                     | Inica                                        |
| Haltepunkt / Haltestelle (Strecke außer Betrieb)         | 7,6  | Konstantinopel                               | Dolice                                       |
| Haltepunkt / Haltestelle (Strecke außer Betrieb)         | 10,7 | Butow                                        | Bytowo                                       |
| Haltepunkt / Haltestelle (Strecke außer Betrieb)         | 14,7 | Groß Silber                                  | Sulibórz                                     |
| Bahnübergang (Strecke außer Betrieb)                     |      | Straße Wangerin–Reetz (Droga wojewódzka 151) | Straße Wangerin–Reetz (Droga wojewódzka 151) |
| Haltepunkt / Haltestelle (Strecke außer Betrieb)         | 17,4 | Klein Spiegel Dorf                           | Pożradło Wieś                                |
| Kopfbahnhof Streckenende (Strecke außer Betrieb)         | 19,6 | Klein Spiegel Gut                            | Pożradło Dwór                                |

Die Aktiengesellschaft Saatziger Kleinbahnen ergänzte im östlich der Oder gelegenen pommerschen Landkreis Saatzig das Eisenbahnnetz, dessen Entwicklung 1846 mit dem Bau der  Strecke Stettin–Stargard durch die Berlin-Stettiner Eisenbahn-Gesellschaft begonnen hatte. Den Betrieb führte anfangs die Firma Lenz & Co., dann die Kleinbahnabteilung des Provinzialverbandes Pommern in Stettin sowie deren Nachfolger.

## Geschichte

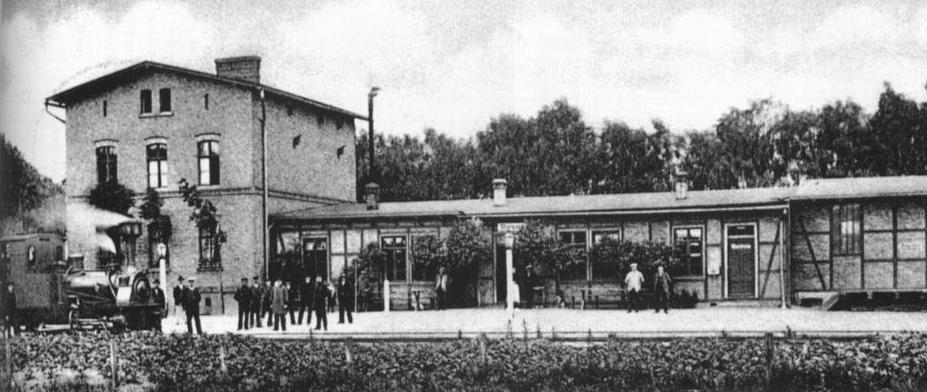
Der Stargarder Kleinbahnhof 1903

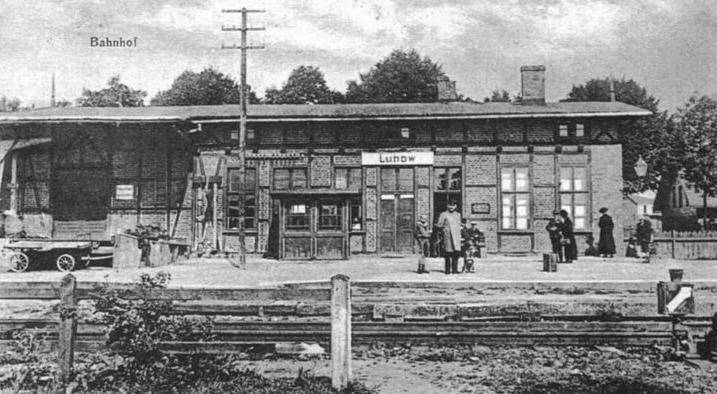
Der Haltepunkt Lübow im Jahre 1910

Ausgangspunkt der meterspurigen Kleinbahnstrecken war der Kleinbahnhof in der kreisfreien Stadt Stargard, die Sitz des Landratsamtes für den Kreis Saatzig war. Der Verbindung zwischen dem Staatsbahnhof und dem Kleinbahnhof in Stargard diente eine zwei Kilometer lange Anschlussbahn, die in Normalspur angelegt war. Die am 14. Januar 1895 eröffnete erste Teilstrecke wendete sich nach Norden und dann nach Osten über Alt Damerow nach Trampke, dem Kreuzungspunkt mit der Staatsbahn in Richtung Köslin, bis sie Zamzow im Osten des Kreises erreichte. In Alt Damerow zweigte seit dem 12. Mai 1895 eine Strecke nach Kannenberg ab, die am 1. November 1895 in den Nachbarkreis Naugard bis Daber (24 km) verlängert wurde. Dort fand sie 1896 Anschluss an die ebenfalls meterspurigen Regenwalder Kleinbahnen und 1902 an die normalspurigen Naugarder Kleinbahnen.
Die Stammstrecke, die am 20. August 1896 eine 20 km lange Zweigbahn von Kashagen über Jacobshagen nach Klein Spiegel Gut erhalten hatte, wurde am 1. Oktober 1897 von Zamzow bis nach Janikow im benachbarten Kreis Dramburg verlängert. Zwar konnte man bereits in Janikow in die Staatsbahn nach Dramburg umsteigen, jedoch führte man die Kleinbahn ab 15. November 1910 selbständig noch 2,5 km bis zur Kreisstadt Dramburg weiter. Hier lag der Kleinbahnhof zwei Kilometer vom Staatsbahnhof entfernt und näher am Stadtzentrum als jener.
Das gesamte Netz umfasste nunmehr eine Länge von 122 Kilometern. Dafür standen 1939 zwölf Lokomotiven, davon sieben vom Lenz-Typ i, zwei Triebwagen (SKB T 1 und 2), dreizehn Personen- und fünf Packwagen sowie 170 Güterwagen zur Verfügung.
Damals waren die Hauptaktionäre der Preußische Staat, die Provinz Pommern, der Kreis Saatzig und die Stadt Stargard. 1940 wurden die Saatziger Kleinbahnen wie alle pommerschen Kleinbahnbetriebe in einer öffentlich-rechtlichen Körperschaft unter dem Namen Pommersche Landesbahnen zusammengefasst und als Saatziger Bahnen bezeichnet, die vom Landesbahnamt in Stargard verwaltet wurden.
Güter konnten in Stargard und Trampke an die Staatsbahn übergeben werden. In den Anfangsjahren mussten alle Güter umgeladen werden, in den letzten Jahren wurden Rollwagen eingesetzt.
Ein Betriebswerk befand sich in Nörenberg.

## Betrieb unter polnischer Verwaltung
Der Betrieb wurde auch von der polnischen Verwaltung nach 1945 weitergeführt. Allerdings wurde gleich 1945 der Abzweig Dobrzany–Pożradło Dwór stillgelegt. Die Schienen wurden unverzüglich demontiert.
Zwischen Ińsko und Drawsko Pomorskie wurde 1961 der Güterverkehr eingestellt und die Strecke abgebaut.
Die Strecken Stargard Szczeciński–Dobra und Trąbki–Ińsko wurden aber nach wie vor im Personenverkehr bedient. Ab 1985 wurden dafür sogar neue Triebwagen des Typs MBxd2 beschafft.
Auf der Strecke Trąbki–Ińsko wurde 1996 und auf der Strecke Stargard Szczeciński–Dobra 2001 der Personen- und Güterverkehr eingestellt.
Die Lokomotiven 51J und 52Jh (Tx7-3501 und 3502) blieben nach Stilllegung der Strecken museal erhalten. Sie sind heute Exponat im Schmalspurbahnmuseum Gryfice.